# Scotinotylus boreus
Scotinotylus boreus là một loài nhện trong họ Linyphiidae. Loài này phân bố ở Canada.